# Musikdrama

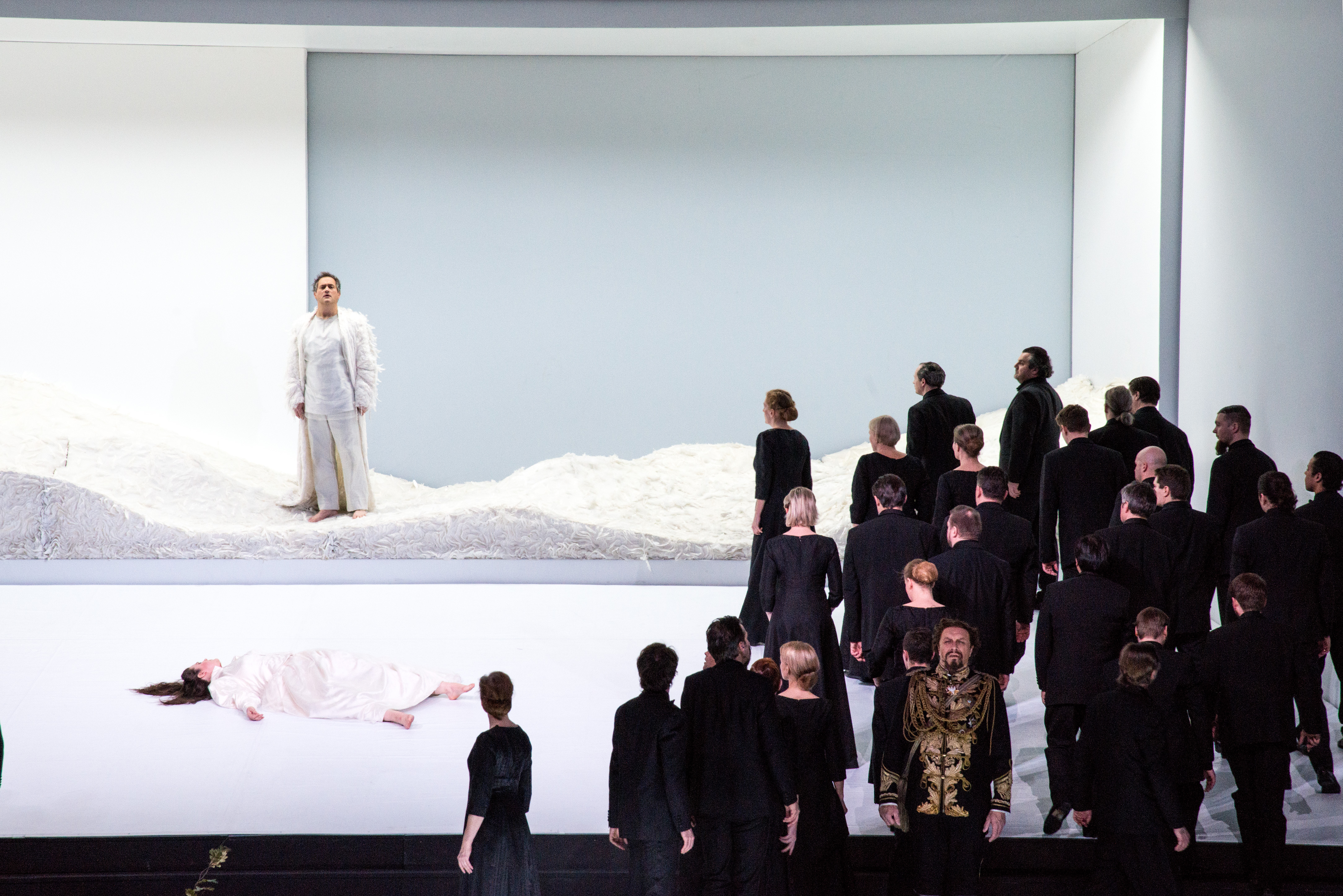
Lohengrin (1850) von Richard Wagner, Oper Oslo, 2015

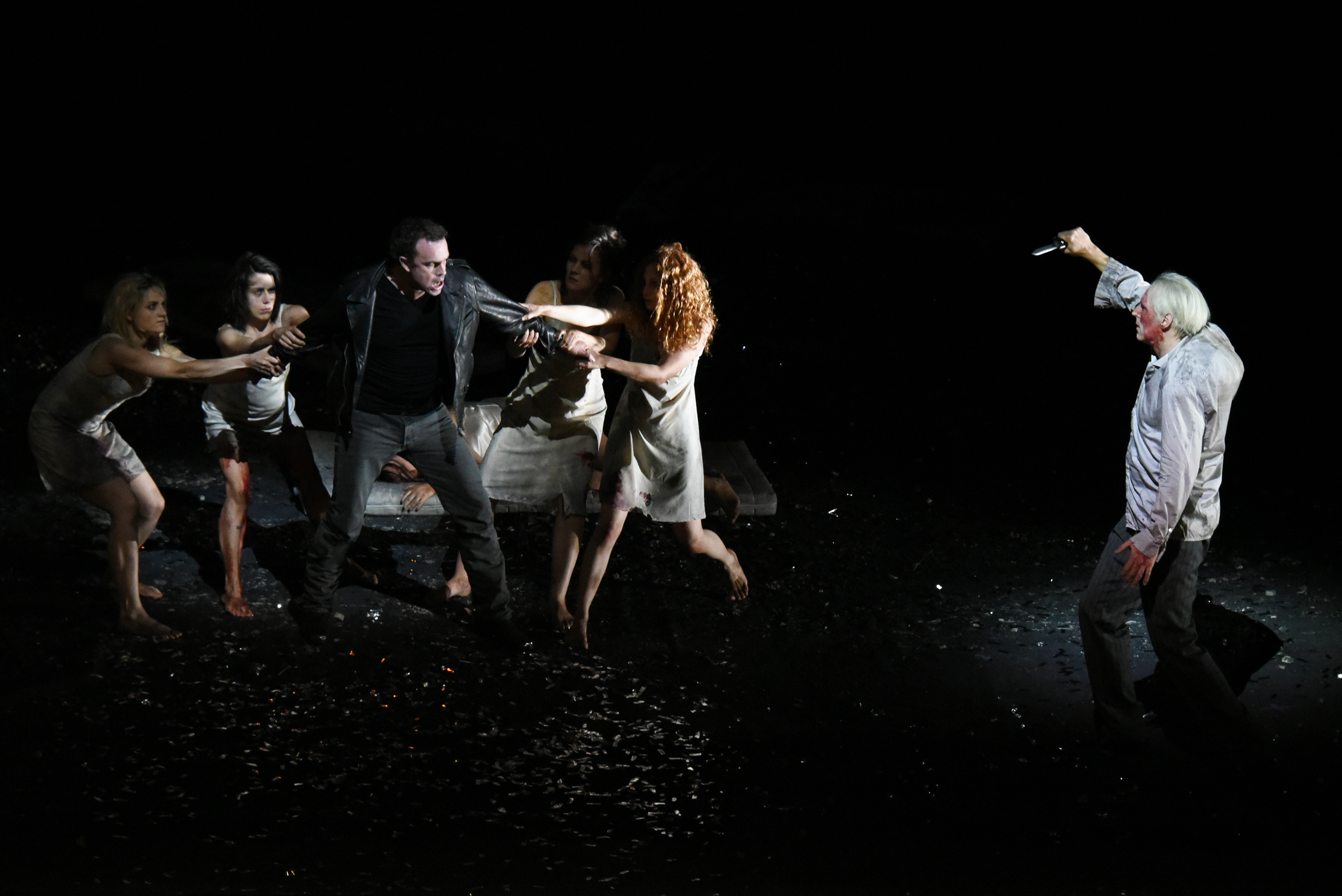
Die Gezeichneten (1918) von Franz Schreker, Opéra de Lyon, 2015

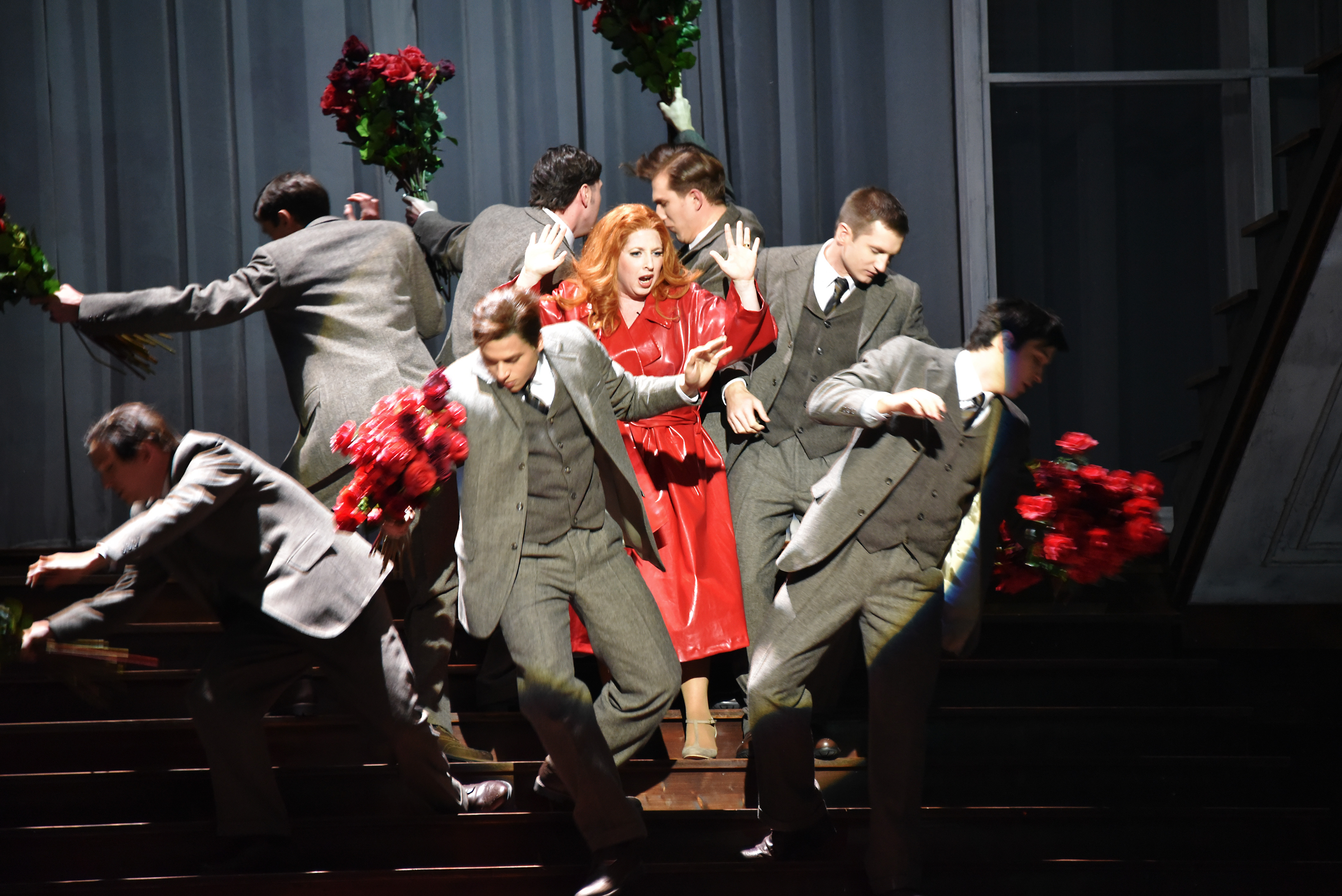
Die tote Stadt (1920) von Erich Wolfgang Korngold, Oper Graz, 2015

Musikdrama ist eine 1833 von Theodor Mundt eingeführte Bezeichnung für die Oper als „Einheit von Dichtkunst und Tonkunst“.

## Definitionen allgemein und mit Bezug auf Richard Wagner
Mundt formulierte seine Definition explizit im Unterschied zum „musikalischen Drama, in welchem die Musik nur als Intermezzo mitspielte“.
Später (und bis heute) wurde das Begriffswort Musikdrama mit den Werken Richard Wagners und seiner Nachfolger in Zusammenhang gebracht. Dichtung, Musik und szenische Darstellung bilden dabei eine untrennbare Einheit, die Wagner auch als Gesamtkunstwerk bezeichnet hat.
Wagner selbst wehrte sich gegen die Bezeichnung Musikdrama, die eine Verkürzung des widersinnigen Ausdrucks „musikalisches Drama“ sei, nämlich „ein Drama […], welches entweder selbst Musik macht, oder auch zum Musikmachen tauglich ist, oder gar Musik versteht, etwa wie unsere musikalischen Rezensenten.“ Ein Musikdrama sei der Wortbedeutung nach ein Drama „zum Zweck der Musik“, so wie ein herkömmliches Libretto. Dagegen wollte Wagner umgekehrt die Musik ganz in den Dienst des Dramas stellen. Das Drama sei schon in seiner ursprünglichen antiken Gestalt untrennbar mit Musik verbunden.
Dennoch hat sich der Ausdruck Musikdrama eingebürgert. Charakteristisch für Musikdramen ist ihre formale Einheit, die ohne Unterbrechungen oder aneinander gereihte, nur in sich geschlossene Formen und Sätze (wie Terzett, Finale usw.) auskommt. Wiederkehrende Motive (Leitmotive) schaffen den Zusammenhang. Im Gegensatz zur Nummernoper gliedert sich die Musik nicht mehr in Arien und Rezitative, sondern unterstützt und deutet beständig den wie im gesprochenen Drama fortlaufenden Text. Wagner nannte dieses Verfahren, als musikalische Variante des Begriffs Schauspiel, „ersichtlich gewordene Thaten der Musik“.
Als Paradebeispiel in diesem Sinne gilt Wagners 1865 uraufgeführtes und nicht mehr als „Oper“, sondern als „Handlung“ bezeichnetes Werk Tristan und Isolde. Am Ende des 19. Jahrhunderts wurde das Musikdrama geradezu zur Norm für „ernste“ Opernkomponisten. Selbst Engelbert Humperdincks Märchenoper Hänsel und Gretel (1893) ist dem Wagnerschen Musikdrama nachgebildet (Humperdinck war Wagners Assistent im Bayreuther Festspielhaus). In den 1920er-Jahren zerfiel das Musikdrama in neuere oder wiederentdeckte ältere Musiktheaterformen. Für Richard Strauss blieb es dagegen zeitlebens Vorbild.

## Entstehung
In seiner umfangreichen Schrift Oper und Drama (1851) macht Wagner sich Gedanken über eine Erneuerung der Oper, die mit einer politischen und gesellschaftlichen Erneuerung einhergehen müsse. Damit entwirft Wagner ein Programm, das er in den nächsten Jahrzehnten insbesondere mit seinem Hauptwerk Der Ring des Nibelungen ausführen wird. Wagner will als dramatische Dichtung allein das gelten lassen, was vollkommen im musikalischen Ausdruck aufgehen könne. Musikalisch sei nur, was dem Ausdruck der dichterischen Absicht diene. Unentbehrlich dazu ist das Orchester als Träger des Dramas, als Begleiter und Kommentator der Handlung. Es übernimmt damit die Funktion, die der Chor in der antiken Tragödie hatte.